# Élections provinciales mozambicaines de 2024
Les élections provinciales mozambicaines de 2024 ont lieu le 9 octobre 2024 au Mozambique afin d'élire au scrutin direct les gouverneurs et les assemblées provinciales des onze provinces du pays. Une élection présidentielle et des élections législatives ont lieu le même jour.